# Izumi Matsumoto
Kazuya Terashima (寺嶋 一弥 Terashima Kazuya?), más conocido por su nombre artístico,
Izumi Matsumoto (まつもと 泉 Matsumoto Izumi?) (Toyama, 13 de octubre de 1958 - 6 de octubre de 2020) fue un dibujante de manga, diseñador e ilustrador japonés, reconocido mundialmente por su trabajo artístico y argumental del manga Kimagure Orange Road en los años 80.

## Biografía
En 1961, a los tres años de edad, es atropellado por un auto. Provocando que el autor estuviera cerca de la muerte, este accidente le dejaría secuelas varios años después. 
A finales de los años 70. Tras superar la Kōtōgakkō, el Instituto de Arte de Takaoka, se fue a Tokio a los 22 años y comenzó a plantearse el hacerse un hueco en el mundo de la música, concretamente en el rock, para triunfar como baterista de un grupo de música, queriendo emular los pasos de su gran ídolo, Phil Collins y la banda estadounidense Toto. Para ir ganando dinero, se puso a trabajar como dibujante, a dibujar historias cortas de manga que movió por diversas editoriales japonesas, pero a la vez estudiaba diseño artístico para convertirse en diseñador, hasta que la editorial Shueisha se fijó en él. Publicó unas cuantas historias cortas en la revista Shōnen Jump, las cuales se han recopilado en el tomo Grafitti de 1989.
En 1982, Matsumoto realiza la primera obra que guarda vínculos parecidos con Kimagure Orange Road, "Live! Tottemo Rock'n'Roll", un manga one-shot que fue premiado por la editorial Shueisha en aquel año.
En octubre de 1984, empieza a publicar en la misma revista Kimagure Orange Road, su mayor éxito hasta el día de hoy. Según Matsumoto, la figura de las dos Madokas está inspirada en dos personas reales. El físico del personaje se debe a la actriz estadounidense Phoebe Cates, que en la película Aquel Excitante Curso le robaría el corazón del autor, quien no se conforma con rendirle tributo a la actriz con su personaje, sino que también haría referencia a una famosa escena de la película con una ilustración que aparece en el tomo 4 de la edición española del manga. La personalidad de ambas Madokas la pone la cantante y actriz japonesa Akina Nakamori, gran amiga de Matsumoto, quien sigue estando “muy orgullosa de ser Madoka Ayukawa”. Con Madoka, crearía a la primera chica 100 % tsundere de la historia del manga japonés, un estereotipo de personalidad que sigue siendo muy atractivo y recurrido hasta el día de hoy. En 1987 se hizo un anime y ocho OVAs de la serie bajo la dirección el estudio pierrot, y dos películas una en 1988, la siguiente cinta en la década de los 90. Bautizado como Nuevo Kimagure Orange Road.
En 1988, publica "Heart of Saturday Night" en el Especial de Primavera de la revista Shounen Jump de 1989, una historia de amor ambientada en Shanghái, China. En junio se pasa a la revista juvenil Super Jump con la publicación del one-shot "Apples". Esta última sería la primera en revelar la nueva pasión despertada en Matsumoto, que terminaría por forjarse por completo en la década de los 90, el dibujo y el arte digital por computadora.
Ese mismo año publica Sesame Street de 1989,  publicado durante el mismo año en la "Oh Super Jump", y llegando a alcanzar un total de 3 tomos con un éxito bastante moderado, debido al cambio de revista, finalizando rápidamente en 1992. Debido al regreso de intensos dolores de cabeza y mareo por las secuelas del accidente. La historia relata una obra muy marcada por el romance y los triángulos amorosos, dotándola de su toque propio de humor, erotismo y la música.
A mediados de la década de los 90, en 1993 publica Black Moon que aparece en las páginas de la revista Comic Gamma. Esta obra la firma como dibujante, dejando el papel de guionista a Raita Okura. La historia se trata de una rebelde y joven motociclista que entra involuntariamente en un portal dimensional, que la lleva a un futuro postapocalíptico de fantasía épica.
Matsumoto comenzó a interesarse cada vez más por el arte digital. El 9 de julio de 1994 sorprende al país con el lanzamiento de una novela ilustrada por él mismo y escrita por Kenji Terada, involucrado en la primera trilogía de Final Fantasy y en el anime de Kimagure orange road. La novela rescataría su obra maestra bajo el nombre de Shin Kimagure Orange Road.
En julio de 1994 viaja a la Anime Expo en la ciudad de California, Estados Unidos. Allí mismo la inspiración le vino caída del cielo, ya que el evento fue un punto clave para tomar la decisión de realizar una revista en formato digital, CD ROM. Conoce a Jan Scott Frasier, y ambos fundan "Genesis Digital Publishing Company". El nombre de la compañía nuevamente revela su inspiración por Genesis y la música. El 3 de julio de 1995, publica junto a Terada su segunda novela titulada Shin Kimagure Orange Road II – The Pyramid Murder Mistery.
En 1996 regresó al mundo del manga como supervisor de "Kappa to the Teacher", con historia de Megumi Nishino y dibujo de Yumi Touma. Una simpática autoparodia del maestro, representado como un gato-kappa rodeado de chicas hermosas. Matsumoto se aventura en el mundo de los videojuegos con los diseños para los simuladores de citas Angel Graffiti y Angel Graffiti S, este último aparecido un año después.
Ese mismo año publicó EE (Eternal Eyes), una historia en la que una chica llamada Mako se adentra en un videojuego de realidad virtual futurista donde los personajes luchan contra poderosos demonios. Justo en el momento en el que se adentra en aquel universo, una policía llamada Azusa es asesinada mientras jugaba, lo que provoca que Mako absorba el espíritu de la fallecida, dando como resultado un cuerpo con dos personalidades totalmente opuestas que comparten el amor de un hombre, en formato CD ROM, fue la última publicación de la empresa "Genesis Digital Publishing Company" cerro sus puertas por la crisis asiática.
En 2005 concedió una exclusiva al periódico Mainichi Shimbun, donde se reveló públicamente su enfermedad, motivo de los cortes repentinos de muchas de sus series y el alejamiento de la profesión. debido a su enfermedad (hipovolemia del líquido cefalorraquídeo) relata como graves e intensos dolores de cabeza le debilitaron física y moralmente en su trabajo, incluso en ocasiones era incapaz de coger un lápiz. Se encontraba semirretirado. Falleció el 6 de octubre de 2020, unos días antes de cumplir 62 años.

## Trabajos
- Live! Tottemo Rock'n'Roll (1982)
- Kimagure Orange Road (1984)
- Sesame Street (1988)
- Heart of Saturday Night (1988)
- Graffiti (1989)
- Eternal Eyes (1996)